# Rok Zima
Rok Zima, slovenski smučarski skakalec, * 7. avgust 1988, Kranj.
Zima je član kluba NSK Tržič Trifix. V kontinentalnem pokalu je zmagal 12. septembra 2010 na tekmi v Lillehammerju, ob tem pa je dosegel še tri druga in štiri tretja mesta ter skupno zmago v sezoni 2010/11, kar mu je uspelo kot prvemu slovenskemu skakalcu. V svetovnem pokalu je debitiral 30. januarja 2011, ko je na tekmi v Willingenu zasedel 34. mesto.
Osebni rekord Roka Zime znaša 199 metrov, dosežen na letalnici v avstrijskem Kulmu.
Rok Zima je velik ljubitelj hokeja, tako na drsalkah kot rolerjih.